# سنگ گرفتن

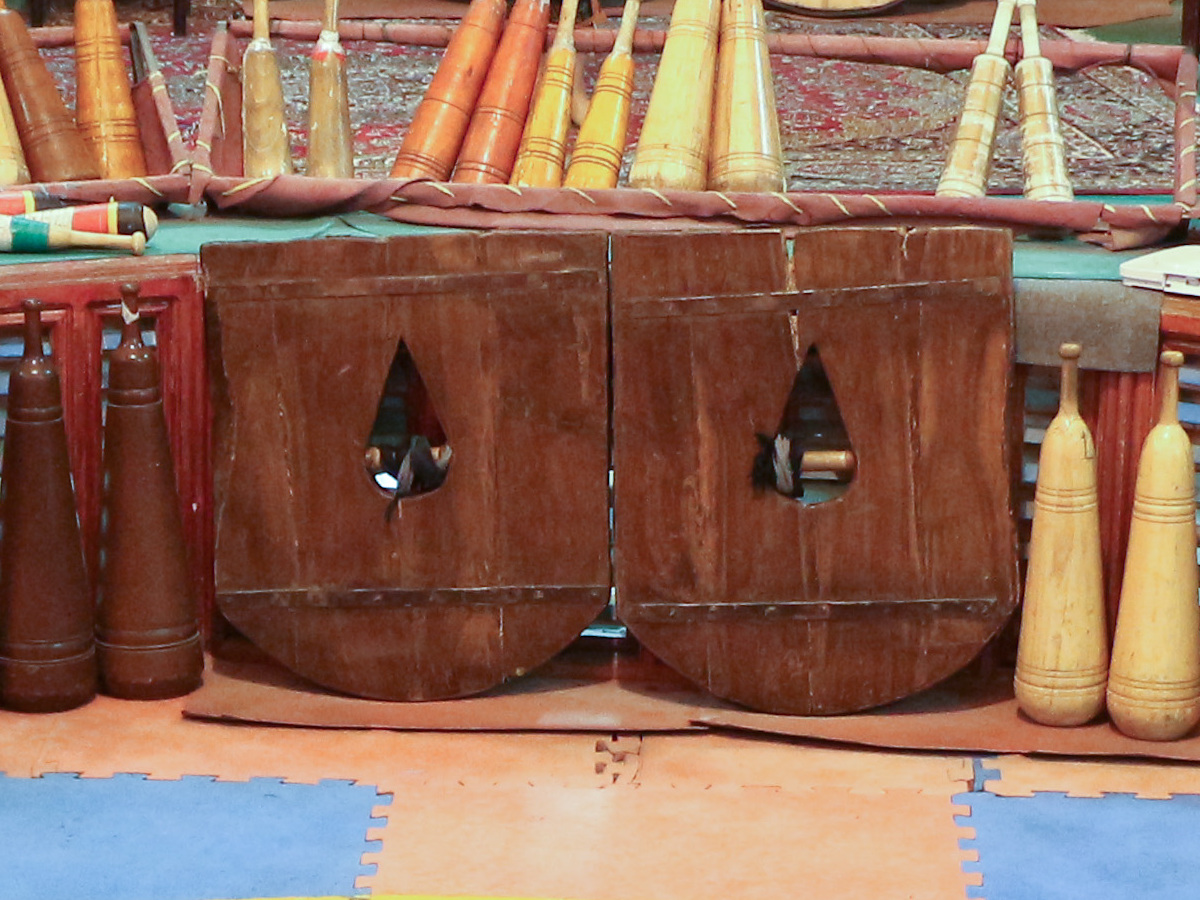
یک جفت سنگ زورخانه

سنگ‌گرفتن یکی از حرکت‌های ورزش زورخانه‌ای است. که برای تمرین نگهداشت سپر در نبرد انجام می‌شود.

## ترتیب سنگ‌گرفتن
سنگ گیرنده در بالای گود در جایی از زمین که لنگ انداخته‌اند به پشت می‌خوابد و سه بالش، یکی را زیر سر و دوتای دیگر را زیر بازوی راست و چپ می‌گذارد و دو سنگ را با دو دست خود چنان می‌گیرد که سرهای هلالی آن دو به سوی سرش باشد و به نوبت به پهلوی چپ و راست می‌غلطد. هنگامی که بر پهلوی چپ است سنگی را که در دست راست دارد مستقیم چنان بالا می‌برد که بازوی خمیده‌اش راست شود و به همان شیوه هنگامی بر پهلوی راست است سنگی را که در دست چپ دارد مستقیم به بالا می‌برد. این گونه سنگ گرفتن را «غلطان» می‌گویند.
گونه دیگر سنگ گرفتن آن است که ورزشکار به پشت می‌خوابد و پاهایش را دراز می‌کند و دو سنگ را باهم پی در پی روی سینه بالا و پایین می‌برد، این سنگ گرفتن را «جُفتی» می‌نامند.

## شمارش
مرشد، سنگ گرفتن ورزشکاران را تا ۱۱۷ یا ۱۱۴ بار می‌شمارد و اگر سرگرم ضرب گرفتن برای ورزشکاران درون گود باشد، یکی از دوستان سنگ گیرنده سنگ‌های او را می‌شمارد. شماره‌های ۱۱۷ و ۱۱۴ میان باستانی‌کاران مقدس است و مرشد یا دیگران از این دو شماره بیشتر نمی‌شمارند. ۱۱۷ اشاره به صد و هفده تن کمربسته مولا است و ۱۱۴ اشاره به یکصد و چهارده سوره قرآن است.

## خواندن مرشد
سنگ شمار یا مرشد پیش از سنگ گرفتن برای شور بخشیدن به سنگ گیرنده «سرنوازی» می‌خواند:
| هر کار که می‌کنی بگو بسم الله |  | تا جمله گناهان تو بخشد الله  |
| دستت که رسد به حلقه سنگ      |  | بگو لا حول ولا قُوة الا بالله |

و سپس شمارش را چنین آغاز می‌کند:
لا حُولَ وَلا قُوهَ اِلا بِالله العلی الَعظیم.
بِسِم اللهِ الّرحمنِ الرحیم
اول خدا - دو نیست خدا - سبب‌ساز کل سبب (یا «سید کائنات»)- چاره ساز بیچارگان الله - پنجه خیبر گشای علی - شش گوشه قبر حسین - امام هفتم باب‌الحوایج - قبله هشتم یا امام رضا - یا اما محمد تقی روحی فداه و جسمی - دهنده بی منت الله - یا امام حسن عسگری دخیل - جمال امام زمان صلوات. یا (جمال هشت و چهار صلوات) - زیاده باد دین خاتم انبیاء - ای چهارده معصوم پاک - نیمه کلام‌الله مجید - شانزده گلدسته طلا - صد و هفده کمر بسته مولا - خدای هجده هزار عالم و آدم - بر بی صفتان روزگار لعنت - یا (بر نمک نشناس لعنت) - بیس (بیست) لعنت خدا بر ابلیس - یک بیس (بیست و یک) آقای قنبر علیس (علی است) - دوبیس مرد دو عالم علیس - چاربیس بیمار دشت کرب و بلا (کربلا) یا (ناز چهار ستون بدنت) - پنج تن زیر کسا - شش ساق عرش مجید یا (باقر العلوم بعد از نبی) علی است - سه بیس یا علی مثلت کیس (کیست) هفت بیس یا علی موسی بن جعفر - هش بیس یا علی بن موسی الرضا - نُه بیس نوح نبی الله - سی ختم کلام‌الله - یک سی گرفتی ماشاءالله - دوسی برایش ذولفقار - نیستی جان کفار - چاره بیچارگان خود الله - دادرس درماندگان خود مولا - یا ابوالفضل العباس دخیل - یا موسی بن جعفر - یا علی بن موسی الرضا بطلب - نه سی طوفان بلا - چهل ختم اولیاء و انبیاء - یک چل بزرگ است خدا - دو چل محمَّد است مُصطفا - سه چل علیس شیر خدا - چار چل یا فاطمه زهرا - پنج چل خدیجه کبرا ام‌المؤمنین - شش چل ابراهیم خلیل الله - هفت چل موسی کلیم‌الله - هش چل عیسی روح‌الله - نه چل آدم صفی الله - پنجاه، هزار بار بر جمال خاتم انبیاء صلوات - ز آدم و حّوا دگر نبی الله - شعیب و یوسف و یعقوب - پس خلیل‌الله - ملائکان مُقّرب - دگر ز جبرائیل - ز حسُن یوسف - جمال شصت بند دیو، علی را صلوات.
در این هنگام مرشد برای دنبال کردن شماره و رساندن آن به ۱۱۴ یا ۱۱۷ از پنجاه به پایین می‌شمارد بدینگونه:
نه چل آدم صفی الله - هش چل عیسی روح‌الله - هفت چل موسی کلیم‌الله . . . تا به شماره یک برگردد. ۱۷ شماره یا ۱۴ شماره بازمانده از ۱۱۷ یا ۱۱۴ را دوباره از یک به بالا می‌شمارد؛ ولی اگر مرشد از شماره شصت به پائین شمرده باشد سه شماره یا شش شماره به یک مانده که روی هم ۱۱۷ یا ۱۱۴ شماره می‌شود شماره را به پایین می‌رساند. البته این اندازه شمارش در صورتی پیش می‌آید که سنگ گیرنده بتواند ۱۱۷ یا ۱۱۴ بار سنگ بگیرد.